# Yahya Kalley
Yahya Kalley, född 20 mars 2001, är en svensk fotbollsspelare som spelar för IFK Norrköping.

## Karriär
Kalleys moderklubb är BK Vången. Mellan 2012 och 2020 spelade han i Malmö FF:s ungdomslag, men valde att lämna klubben efter att han inte kommit överens med ledningen om ett seniorkontrakt. Istället blev han i augusti 2020 klar för IFK Göteborg, där han skrev på ett kontrakt på 2,5 år. Kalley gjorde sin allsvenska debut den 10 september 2020 när han spelade från start hemma mot Hammarby IF, en match IFK Göteborg förlorade med 0–4 och där Kalley blev utbytt i paus.
Den 31 augusti 2021 värvades Kalley av nederländska Groningen, där han skrev på ett treårskontrakt med option på ytterligare två år.
I februari 2023 lånades Kalley ut till IFK Norrköping på ett låneavtal fram till juli med option på köp.
Den 8 juli 2023 aktiverades optionen för att köpa Kalley.